# Nurbakyt Tengizbajev
Nurbakyt Tengizbajev, född 10 april 1983 i Üsharal i provinsen Almaty, är en kazakisk brottare som tog OS-brons i fjäderviktsbrottning i den grekisk-romerska klassen 2008 i Peking. Efter att silvermedaljören Vitali Rähimov diskvalificerades för dopning 2016 tilldelades Tengizbajev silvermedaljen.